# Серебрянь (Рязанская область)
Серебря́нь — деревня  Михайловского района Рязанской области России. Входит в состав Октябрьского городского поселения.

## География
Деревня находится на правом берегу р. Проня, в 17 км от г. Михайлова.

## История
В приправочных книгах 1616 г. место, где расположилась деревня, названо «Пустошь Коновское селище на речке Проне, устьи речки Серебрянки».
По Рязанским писцовым книгам 1628/1629 гг. пустошь Серебряная являлась вотчиной донских атаманов Гриднёва и Крупского.
В 1776 г. упоминаются Серебрянские Выселки, образованные пашенными солдатами, переселившимися из Черкасской слободы г. Михайлова (в конце XVII в. Черкасская слобода г. Михайлова с Богородицерождественской церковью располагалась на правом берегу р. Прони (ныне здесь улица Карла Маркса) и была заселена рейтарами с Украины).
По 10-й ревизии 1859 г. деревня уже значилась как Серебрянь.
Отхожие промыслы были незначительными, всего несколько человек уходило в Зуево на добычу торфа. Женщины занимались кружевоплетением, огородничеством.
До 1924 года деревня входила в состав Маковской волости Михайловского уезда Рязанской губернии.
К 1970-м годам село разделено на три слободы — Луговую, Среднюю и Грибовку. 

## Население
| 1859 | 1897 | 1906 | 1929 | 2007 | 2010 | 2014 |
| ---- | ---- | ---- | ---- | ---- | ---- | ---- |
| 385  | ↗546 | ↗708 | ↘73  | ↗93  | ↘61  | →61  |
| 2016 | 2017 | 2018 | 2019 | 2020 | 2021 | 2023 |
| ↘60  | →60  | ↘59  | ↗61  | ↘60  | ↘52  | →52  |

## Инфраструктура
Личное подсобное хозяйство с зоной сельскохозяйственного использования, индивидуальная застройка усадебного типа.

## Транспорт
Деревня доступна автотранспортом по просёлочным дорогам.